# Зайончковский, Войцех
Войцех Яцек Зайончковский (пол. Wojciech Jacek Zajączkowski, род. 19 декабря 1963, Быдгощ) — польский дипломат, политолог, историк; посол Польши в Румынии (2008—2010), России (2010—2014) и Китае (2018—2023).

## Биография
Войцех Зайончковский в 1987 году окончил Факультет истории Люблинского католического университета. В 1999 году в Институте политических исследований Польской академии наук защитил кандидатскую диссертацию. Является автором нескольких научных работ, посвящённых России.
С 1987 по 1991 гг. работал корректором и редактором в Издательстве Варшавской Архиепархии, в Центре документации и общественных исследований и «Рес Публика». С 1991 по 1994 гг. занимал пост главного специалиста в Канцелярии Сената РП и Центре восточных исследований в Варшаве. С 1994 по 1998 гг. был директором программы Форум Центрально-Восточной Европы Фонда им. Стефана Батория.
В Министерстве иностранных дел Польши с 1998 прошёл карьерный путь от советника до посла. С 1998 по 2000 гг. работал в Посольстве РП в Москве. С 2000 по 2004 гг. в Посольстве в Киеве, одновременно Поверенный в делах в Туркмении. С 2004 по 2006 был заместителем директора в Департаменте Европы МИД, с 2006 по 2007 директором Департамента восточной политики, а с 2008 заместителем директора Департамента стратегии и планирования иностранной политики. В 2008 работал советником в Канцелярии Председателя Совета министров РП.
Занимал пост чрезвычайного и полномочного посла РП в Румынии (2008—2010) и России (2010—2014).
На должность посла в Китай Войцех Зайончковский был назначен 10 января 2018, в Пекине официально представлен 28 марта 2018. Снят с должности посла в 2023 году.
Жена Изабелла, трое детей. Он говорит на польском, английском, французском, украинском, русском и румынском языках.

## Награды
- Командор Ордена «За верную службу» (2009, Румыния)[9]

## Научные работы
- Czy Rosja przetrwa do roku 2000, Warszawa: Oficyna Wydawnicza MOST, 1993.
- Federacja czy rozpad Rosji?, Warszawa: Ośrodek Studiów Wschodnich, 1994.
- W poszukiwaniu tożsamości społecznej. Inteligencja baszkirska, buriacka i tatarska wobec kwestii narodowej w Cesarstwie Rosyjskim i ZSRR, Lublin: IEŚW, 2001, ISBN 83-85854-68-1.
- Rosja i narody. Ósmy kontynent. Szkic dziejów Eurazji, Warszawa: Wydawnictwo MG, 2009.
- Zrozumieć innych. Metoda analityczna w polityce zagranicznej, Warszawa: Krajowa Szkoła Administracji Publicznej, 2011, ISBN 978-83-61713-37-1.
- Rozumieć politykę międzynarodową. Metody analizy źródeł otwartych, Warszawa: Ośrodek Studiów Wschodnich, Wydawnictwo Naukowe Scholar, 2025, ISBN 978-83-68091-26-7.